# Бульдоговая крыса
Бульдоговая крыса (лат. Rattus nativitatis) — вымерший вид грызунов рода крыс (Rattus). Эндемик принадлежащего Австралии острова Рождества в Индийском океане.
Длина тела достигала 42 см. Крепкие лапы были снабжены большими когтями, приспособленными для рытья. На спине имелся слой жира толщиной примерно 2 см. Окраска тела была тёмно-коричневого цвета. Короткий хвост был тёмно-коричневый, толстый и почти голый. Чешуя на хвосте имела треугольную форму.
Крысы обитали в горно-лесистой местности. Жили небольшими колониями. Были активны ночью, скрываясь днём под корнями деревьев или в полостях упавших стволов. Питались растительным материалом, в основном плодами и побегами. Период размножения был круглогодичным. В отличие от тушканчиковой мыши Маклеара животные не могли взбираться на деревья.
Последние встречи с представителями вида датированы 1903 годом. После того, как на острове Рождества в результате найденных богатых месторождений фосфата в 1890-х годах поселились шахтёры, на остров были завезены чёрные крысы. Они стали распространять возбудителей болезни — трипаносом, что привело к эпизоотии среди местных животных.